# Теодора Џехверовић
Теодора Џехверовић (Качарево, 10. фебруар 1997) српска је певачица. Истакла се 2014. током учешћа у деветој сезони певачког такмичења Звезде Гранда. После такмичења, потписала је уговор с дискографском кућом Grand Production и била чланица девојачке групе Ђаволице. Године 2017. учествовала је у првој сезони ријалити-такмичења Задруга, где је освојила треће место.
Соло каријеру започиње 2016. када је објавила свој дебитантски сингл У 4 ока. Наредне године потписује уговор с дискографском кућом IDJ Tunes и објављује сингл Кристијан Греј. Песма остварује изузетан успех и Џехверовићева добија мејнстрим славу. Свој дебитантски албум, под називом Борбена, објавила је 2019. Током 2022. била је чланица жирија музичког такмичења IDJ Show. Године 2024. објављује други студијски албум, Жена без адресе.

## Биографија
Рођена је 10. фебруара 1997. године у Качареву. Мајка јој је Српкиња, а отац Бошњак. Тренутно живи и ради у Београду. Такмичила се у музичком такмичењу Звезде Гранда у сезони 2014/15. Након тога, Саша Поповић је оформио девојачку групу Ђаволице коју су осим ње чиниле и Тамара Милутиновић и Горана Бабић. Група је постојала шест месеци, а након тога све певачице су започеле соло каријеру.
Теодора је 2017. године снимила дует Гледај мене са групом In Vivo. У септембру 2017. започела је такмичење у ријалити-шоу Задруга, где је заузела треће место. У децембру 2017. објавила је песму Кристијан Греј која је постала запажена на Јутјубу забележивши 30 милиона прегледа. Након изласка из Задруге, после неколико дана објављује баладу Црни витез. У септембру 2018. објавила је песму Рари коју је отпевала заједно са Цобијем. Већ идућег месеца сарађује са репером Ша на песми Комиран. У марту 2019. објавила је свој дебитантски албум Борбена за IDJTunes на којем се налази седам песама. Након албума, у августу исте године објавила је песму Чаролија.

## Дискографија

### Албуми
- Борбена (2019)
- Жена без адресе (2024)

### Синглови
Са Ђаволицама
- Ћути и вози (2015)
- Пиће за младиће (2015)
- Чоколада и ванила (2016)

Соло
- У 4 ока (2016)
- Гледај мене (ft. Ин виво, 2017)
- Хијена (ft. Вук Моб, 2017)
- Пирана (ft. Ђанс и Young Palk, 2017)
- Кулира (ft. Ин виво, 2017)
- Кристијан Греј (2017)
- Црни витез (2018)
- Рари (ft. Цоби, 2018)
- Комиран (ft. Ша, 2018)
- Чаролија (2019)
- Треси треси (2019)
- Нокаут (ft. Цвија, 2019)
- Каиро (ft. Ин виво, 2019)
- Гасолина (2020)
- Вуду (ft. Девито, 2020)
- Трезна (2021)
- Candy (ft. MC Stojan, 2021)
- Воли ме, воли ме (ft. MC Stojan, 2021)

### Видео-спотови
| Видео-спот                   | Година | Режисер                                          |
| ---------------------------- | ------ | ------------------------------------------------ |
| У 4 ока                      | 2016.  | Tropical life is fun                             |
| Гледај мене                  | 2017.  | Visual Fever                                     |
| Хијена                       | 2017.  | Давид Љубеновић                                  |
| Пирана                       | 2017.  | Борис Зец                                        |
| Кулира                       | 2017.  | Visual Fever                                     |
| Кристијан Греј               | 2017.  | Давид Љубеновић                                  |
| Црни витез                   | 2018.  | Давид Љубеновић                                  |
| Рари                         | 2018.  | Давид Љубеновић                                  |
| Комиран                      | 2018.  | Ведад Јашаревић                                  |
| Линија                       | 2019.  | Давид Љубеновић                                  |
| Story                        | 2019.  | Андреј Илић                                      |
| Tom Ford                     | 2019.  | Борис Зец                                        |
| Гаде                         | 2019.  | Борис Зец                                        |
| Алтернатива                  | 2019.  | Давид Љубеновић                                  |
| Борбена                      | 2019.  | Петар Драшковић                                  |
| Чаролија                     | 2019.  | Љуба Радојевић                                   |
| Каиро                        | 2019.  | Давид Љубеновић                                  |
| Нокаут                       | 2019.  | Борис Зец                                        |
| Треси, треси                 | 2019.  | Давид Љубеновић                                  |
| Gasolina                     | 2020.  | Petar KacketDole, DffrntVibe                     |
| Вуду                         | 2020.  | Давид Љубеновић                                  |
| Трезна                       | 2020.  | Давид Љубеновић                                  |
| Воли ме, воли ме             | 2021.  | Давид Љубеновић                                  |
| Candy                        | 2021.  | Давид Љубеновић                                  |
| Малена                       | 2021.  | Борис Зец                                        |
| Ву                           | 2021.  | Давид Љубеновић                                  |
| Кучка                        | 2021.  | Давид Љубеновић                                  |
| Твоје магије                 | 2022.  | Љуба                                             |
| Мост на Ади                  | 2022.  | Љуба                                             |
|                              | 2022.  | Petar KacketDole, DffrntVibe                     |
|                              | 2022.  | Вук Недељковић                                   |
| Авентадор (са Махрином)      | 2022.  | Petar KacketDole, DffrntVibe                     |
| Дрифт ( са Бресквицом)       | 2023.  | Petar KacketDole, DffrntVibe                     |
| Полумесец                    | 2023.  | Мина Дишљенковић                                 |
| Летња авантура ( са Пајаком) | 2023.  | Били Д., Б. Гордан, Никола Наумовски             |
| Ice ( са Албином)            | 2023.  | Анже Шкрубе                                      |
| Карма                        | 2024.  | Љуба                                             |
| Жена без адресе              | 2024.  | Љуба                                             |
| Чука                         | 2024.  | Игор Жећевић                                     |
| Aya Sofya                    | 2024.  | Игор Жећевић                                     |
| Водолија                     | 2024.  | Игор Жећевић                                     |
| Београде ( са Албином)       | 2024.  | Љуба                                             |
| Шта би ти                    | 2024.  | Теодора,Игор Жећевић                             |
| Брука                        | 2024.  | Игор Жећевић                                     |
| Остављаш                     | 2024.  | Игор Жећевић                                     |
| Намера                       | 2024.  | Марко Будимировић Будан, Илија Николић Подливски |
| Cinema                       | 2024.  | Љуба                                             |
| Bad                          | 2025.  | Владимир Бјелобаба                               |
| Дивља                        | 2025.  | Владимир Бјелобаба                               |
| Дијаманти                    | 2025.  | Игор Жећевић                                     |
| 6 ујутру                     | 2025.  | New Era Digital                                  |
| Змија                        | 2025.  | Анже Шкрубе                                      |